# Efrén Ramos Salazar
Efrén Ramos Salazar (* 28. Oktober 1939 in Tlatlauquitepec; † 19. Februar 2005) war Bischof von Chilpancingo-Chilapa. 

## Leben
Efrén Ramos Salazar empfing am 15. August 1964 die Priesterweihe.
Papst Johannes Paul II. ernannte ihn am 30. Oktober 1990 zum Bischof von Chilpancingo-Chilapa. Der Apostolische Nuntius in Mexiko Girolamo Prigione spendete ihm am 18. Dezember desselben Jahres die Bischofsweihe; Mitkonsekratoren waren Rosendo Huesca Pacheco, Erzbischof von Puebla de los Ángeles und José María Hernández González, Bischof von Nezahualcóyotl.
Im Alter von 65 Jahren starb er am 19. Februar 2005.